# یواس‌اس براون (دی‌دی-۵۴۶)
یواس‌اس براون (دی‌دی-۵۴۶) (به انگلیسی: USS Brown (DD-546)) یک کشتی بود که طول آن ۱۱۴٫۷ متر (۳۷۶ فوت) بود. این کشتی در سال ۱۹۴۳ ساخته شد.